# Atrichopogon insignipalpis
Atrichopogon insignipalpis är en tvåvingeart som beskrevs av John William Scott Macfie 1940. Atrichopogon insignipalpis ingår i släktet Atrichopogon och familjen svidknott. Inga underarter finns listade i Catalogue of Life.